# ダニエル・パウター
ダニエル・パウター（Daniel Powter、本名 Daniel Richard Powter 1971年2月25日 - ）は、カナダブリティッシュコロンビア州出身のミュージシャン。
2005年にファーストシングル「Bad Day」が全世界で大ヒット。主にピアノの弾き語りスタイルで帽子がトレードマーク。そのスタイルからピアノマンと呼ばれている。2006年8月にサマーソニックに出演、同年11月の単独公演が東京国際フォーラム・ホールAなどで開催された。

## 来歴
1971年2月25日、カナダブリティッシュ・コロンビア州のオカナーゲン・ヴァレー（Okanagan Valley）にある人口1万人程の小さな町、ヴァーノン（Vernon）に生まれた。バンクーバーの北東約560km程離れたところにある。
4歳からヴァイオリンを習い始め、14歳の頃からピアノを弾き始めた。高校生の時に初めてバンドを組み、リード・シンガーとして歌う様になった。高校を卒業後、音楽大学に進んだが、楽譜を読めなかったため、2年間学んだ後に退学した。そこが「大きなターニング・ポイントだった」とダニエルはインタビューで語っている。「大学に進んで理論武装する音楽を体験する事によって、『もっと自由に音楽を作りたい』という気持ちが、自分の中に芽生えたんだと思う。他人の音楽が読めないなら、自分の音楽を作るしかないって。」
自分の音楽を作るためにバンクーバーに移り、1人の生活を始める。バンクーバーのクラブで演奏しているところ、ダニエルの音楽を作り上げる上で必要不可欠なパートナーとなる、プロデューサーのジェフ・ドーソンの目に留まる。ジェフはヘヴィ・ミュージックを得意としていたが、彼のアグレッシブな面が、ポップ志向のダニエルのアイディアにマッチしていき、現在のサウンドが完成していった。こうしてできたデモテープをレコード会社やプロダクションに送ってみると、大きな反応があった。その中で、一番理解を示したアメリカのワーナー・ブラザース・レコードと「Bad Day」が書けた時点で契約の最終決断をした。
2005年にヨーロッパでデビューする。デビュー・アルバム『ダニエル・パウター』からの1stシングル「Bad Day」はヨーロッパのラジオでヘヴィプレイされ、全欧オンエア・チャートで3位を記録するヒットとなる。ドイツではエアープレイの1位、アイルランドとイタリアではシングルチャートの1位、イギリスでは2位を3週間記録した後、TOP 10に13週チャート・インし続けた。母国カナダでも1位を記録している。アルバムはアイルランドでプラチナディスクを獲得し、イギリス・フランス・オーストラリアでゴールド・ディスクを獲得している。
2005年7月2日に行われた「Live 8」のベルリン会場でパフォーマンスを披露する。
アメリカでは、2006年2月にシングル「Bad Day」がリリースされた。フォックス放送で放送されていた全米規模で行われるアイドルオーディション番組の『アメリカンアイドル』のシーズン5で、落選者を映し出すBGMに使われた事で、デジタル・ダウンロード・チャートで1位に、そしてビルボードHOT 100で1位を記録する。ブライアン・アダムスが1995年に「Have You Ever Really Loved A Woman?"」で1位を記録して以降、カナダ人の男性ソロ・シンガーとしては初めてHOT 100で1位を獲得した。
2009年12月7日、ビルボード電子版により2000～2009年の『一発屋』に選ばれた。
現在は日本のavexと契約し、「ターン・オン・ザ・ライツ」はavexから発表されたが、ワーナーミュージックジャパンに復帰し、「ジャイアンツ」はワーナーから発売された。

## ディスコグラフィー

### アルバム
- ダニエル・パウター - Daniel Powter （2005年）
- アンダー・ザ・レーダー - Under the Radar （2008年）
- ターン・オン・ザ・ライツ - Turn On The Lights （2012年）
- ジャイアンツ - Giants （2018年）

### シングル
- Bad Day（2005年）
- Free Loop（2005年）
- Jimmy Gets High（2005年）
- Lie To Me（2006年）
- Love You Lately（2006年）
- Find My Way（2008年）テレビ東京のオーディション番組『イツザイ』から選ばれたHARUとのコラボ
- Best Of Me（2009年）
- Whole World Around（2009年）
- Lose to Win（2010年）
- Cupid（2012年）
- Delicious（2017年）

## 日本公演
2006年
- Special Live

8月10日：SHIBUYA O-EAST
- SUMMERSONIC 06

8月12日：千葉幕張メッセ、8月13日：インテックス大阪
- Daniel Powter Japan Tour 2006

11月28日：大阪国際会議場メインホール、11月29日：東京国際フォーラムホールA、12月1日：愛知県芸術劇場大ホール

## 日本のTV出演
- 2006 FNS歌謡祭（フジテレビ） - 2006年12月6日放送